# Cédric Carrasso
Cédric Carrasso (pronunție în franceză [sedʁik kaʁaso]; n. 30 decembrie 1981, Avignon, Grand Avignon⁠(d), Franța) este un fotbalist francez care evoluează pe poziția de portar.
A făcut parte din lotul Franței la Campionatul Mondial de Fotbal 2010 și la Euro 2012.

## Palmares
Bordeaux
- Trophée Des Champions: 2009
- Coupe de France: 2012–13